# Alfredo Kanthack
Alfredo Antunes Kanthack (ur. 4 marca 1863 w Bahii, zm. 21 grudnia 1898 w Cambridge) – brytyjski patolog.
Urodził się w Bahii jako syn brytyjskiego konsula w Pará, Emilio Kanthacka. Studiował medycynę w Niemczech, u Rudolfa Virchowa i Roberta Kocha. Następnie prowadził prace mikrobiologiczne w Londynie i Liverpoolu. W 1897 roku objął katedrę patologii na Uniwersytecie w Cambridge, zastępując Charlesa Roya (którego szkocki akcent uniemożliwiał studentom zrozumienie treści wykładów). Zmarł 13 miesięcy później.
Kanthack zajmował się bardzo różnorodnymi zagadnieniami: fagocytozą, jadami węży, techniką autopsji, tężcem. Jako jeden z pierwszych zauważył związek stopy madurskiej z aktynomykozą. Przypisuje mu się wprowadzenie formaliny jako środka konserwującego preparaty histologiczne. Opublikował podręcznik bakteriologii, podręcznik anatomii patologicznej. Department of Pathology Library w Cambridge nosi jego imię.